# دورزینو

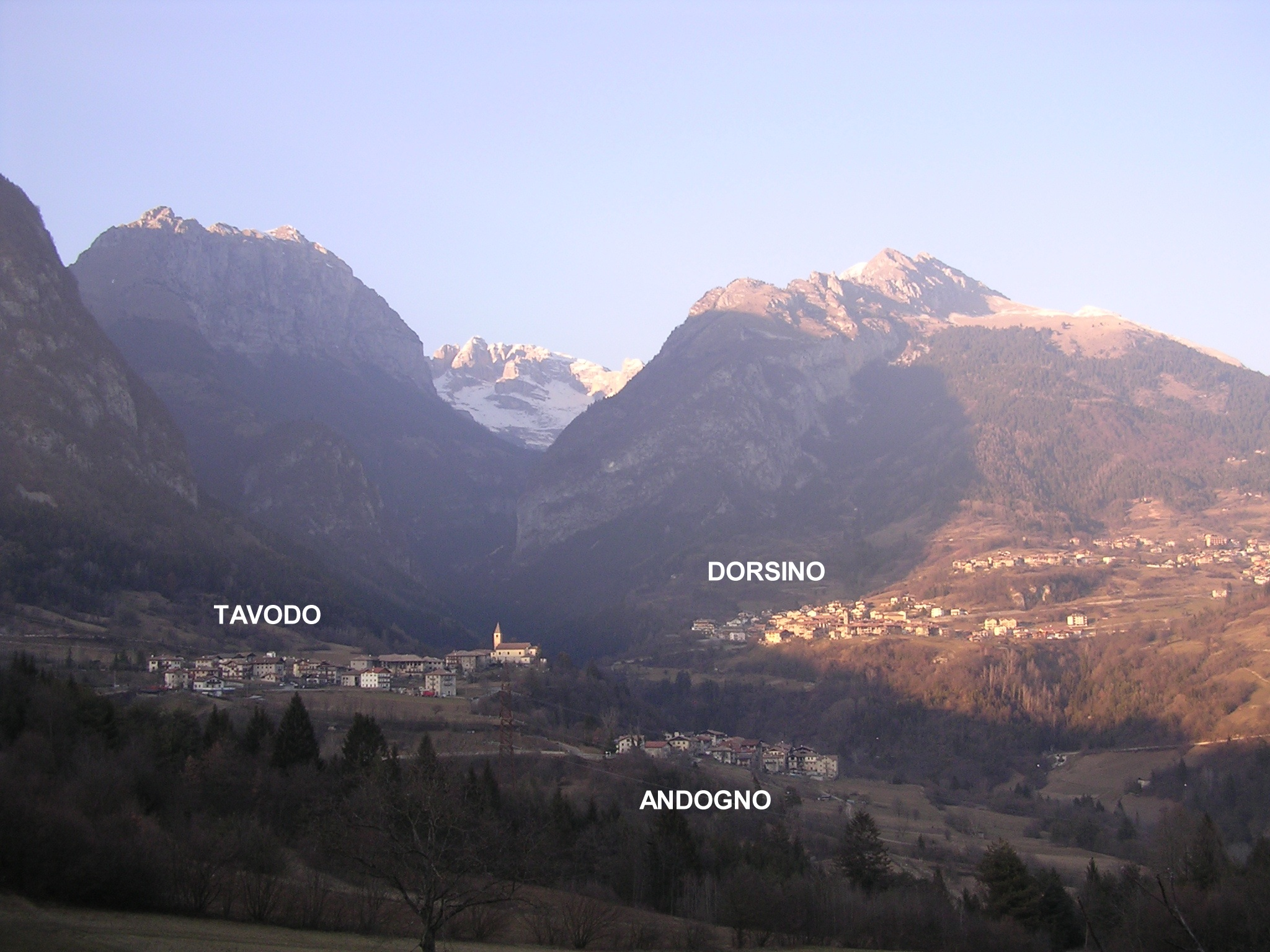
تصویری از دورزینو

دورزینو (به ایتالیایی: Dorsino) یک کومونه در ایتالیا است که در ترنتینو واقع شده‌است.

## خصوصیات
دورزینو ۱۲٫۲ کیلومترمربع مساحت و ۴۴۴ نفر جمعیت دارد.